# Francesco Bracci
Francesco Bracci (Vignanello, 5 novembre 1879 – Roma, 24 marzo 1967) è stato un cardinale e arcivescovo cattolico italiano.

## Biografia
Nacque a Vignanello nei pressi di Viterbo il 5 novembre 1879. Dopo gli studi nel seminario diocesano di Civita Castellana fu ordinato sacerdote nel 1903. Dal 1906 al 1914 fu professore e rettore a Civita, prima di passare a Roma come avvocato del Tribunale della Rota Romana, incarico che tenne, con l'interruzione dovuta alla prima guerra mondiale, in cui fu cappellano militare, fino al 1935.
Nel 1929 era stato membro di una commissione di cinque ecclesiastici incaricati di controllare la retta applicazione del concordato tra lo stato italiano e la Santa Sede. Dal 1935 al 1958, anno in cui vestì la porpora cardinalizia, fu segretario della Congregazione per la Disciplina dei Sacramenti.
Papa Giovanni XXIII lo elevò al rango di cardinale nel concistoro del 15 dicembre 1958. Bracci fu il più vecchio cardinale fra i 23 creati in quel concistoro, il primo di papa Giovanni. Ebbe la diaconia di San Cesareo in Palatio. Nel 1962 il papa gli assegnò la sede titolare arcivescovile di Idassa.
Era noto nell'ambiente della Curia per la sua ottima conoscenza della lingua latina, oltre che per l'esperienza di giurista. Morì il 24 marzo 1967 all'età di 87 anni; è sepolto nella chiesa collegiata di Vignanello.

## Genealogia episcopale
La genealogia episcopale è:
- Cardinale Scipione Rebiba
- Cardinale Giulio Antonio Santori
- Cardinale Girolamo Bernerio, O.P.
- Arcivescovo Galeazzo Sanvitale
- Cardinale Ludovico Ludovisi
- Cardinale Luigi Caetani
- Cardinale Ulderico Carpegna
- Cardinale Paluzzo Paluzzi Altieri degli Albertoni
- Papa Benedetto XIII
- Papa Benedetto XIV
- Papa Clemente XIII
- Cardinale Bernardino Giraud
- Cardinale Alessandro Mattei
- Cardinale Pietro Francesco Galleffi
- Cardinale Filippo de Angelis
- Cardinale Amilcare Malagola
- Cardinale Giovanni Tacci Porcelli
- Papa Giovanni XXIII
- Cardinale Francesco Bracci